# Tammy Faye Messner
Tamara Faye Messner, dite Tammy Faye Messner (née LaValley le 7 mars 1942 à International Falls, ex Bakker, et morte le 20 juillet 2007 à Loch Lloyd), est une télévangéliste, chanteuse, auteur et personnalité de la télévision américaine.

## Biographie
Faye a commencé son ministère auprès des enfants au sein des Assemblées de Dieu avec son mari Jim Bakker.
Elle a par la suite animé un programme pour enfants avec son mari à Christian Broadcasting Network. En 1974, elle a co-fondé l'émission télévangéliste The PTL Club (en)avec son mari Jim Bakker (en). Elle a également eu une carrière de chanteuse en parallèle. En 1978, elle et Bakker ont construit Heritage USA (en), un parc d'attractions chrétien.
Tammy Faye Messner a fait l'objet d'une grande publicité lorsque Jim Bakker a été inculpé, condamné et emprisonné pour de nombreux chefs d'accusation de fraude et de complot en 1989, entraînant la dissolution du PTL Club. Elle a divorcé de Bakker en 1992 et a épousé Roe Messner (en). 
En 1996, elle a brièvement animé le Jim J. and Tammy Faye Show avec Jim J. Bullock, mais Messner a quitté le programme quelques mois plus tard en raison d'un diagnostic de cancer.
Après avoir souffert de la maladie par intermittence pendant plus d'une décennie, elle est décédée de la maladie en 2007.
Au cours de sa carrière, Tammy Faye Messner s'est fait remarquer pour sa personnalité excentrique et glamour, ainsi que pour ses opinions morales qui divergeaient de celles de nombreux évangélistes traditionnels, en particulier son plaidoyer en faveur des personnes LGBT et sa communication avec les patients atteints du sida au plus fort de l'épidémie.
La télévangéliste est interprétée par Jessica Chastain dans le film Dans les yeux de Tammy Faye (2021).